# Olivia Bonamy
Olivia Bonamy, född 11 september 1972 i Paris, är en fransk skådespelerska.

## Roller i urval
- 1995 – Jefferson i Paris
- 2001 – Sur mes lèvres
- 2006 – Them
- 2008 – Paris
- 2023 – Pour l'honneur